# Komorniki (Majdów)
Komorniki – część wsi Majdów w Polsce położona w województwie mazowieckim, w powiecie szydłowieckim, w gminie Szydłowiec.
W latach 1975–1998 Komorniki administracyjnie należały do województwa radomskiego.
Komorniki należą do parafii pw. Podwyższenia Krzyża Świętego w Majdowie.